# 강기천 (정치인)
강기천(姜起千, 1927년 11월 11일~2019년 11월 19일)은 대한민국의 군인 출신 기업인, 정치인이다. 전라남도 영암군에서 출생이다.

## 이력
1927년 11월 11일, 전라남도 영암에서 출생했다.
1946년 당시 20세 나이로 해군 소위로 임관했다. 1966년에 해병대사령관으로 취임했으며 1969년 대한민국 해병대 대장으로 예편하였다. 제7대 대한민국 해병대사령관을 지냈으며 대한민국 국군 최초의 해병대 대장 계급을 받기도 했다.

## 학력
- 1946년 경상남도 울산고등농림학교 졸업
- 1952년 서울 국학대학교 철학과 학사
- 1953년 대한민국 육군보병학교 위탁교육과정 수료
- 1954년 대한민국 육군포병학교 위탁교육과정 수료
- 1955년 대한민국 육군공병학교 위탁교육과정 수료
- 1955년 미국 버지니아 종합군사학원 졸업
- 1956년 미국 미주리 종합군사학원 졸업
- 1958년 대한민국 육군대학교 학사
- 1960년 대한민국 국방대학교 행정학사
- 1963년 마산대학교 법정학과 학사
- 1967년 [[국방대학교|대한민국 국방대학원 행정학 석사
- 1972년 고려대학교 대학원 물리학과 이학석사 수료
- 1974년 연세대학교 경제대학원 경제학 석사 수료
- 1976년 연세대학교 대학원 정치학과 정치학 석사 수료
- 1978년 서울대학교 대학원 외교학과 외교학 석사 수료
- 1983년 연세대학교 경영대학원 경영학 석사

## 주요 경력
- 1946년 대한민국 해군 소위 임관.
- 1947년 대한민국 해군 중위 진급.
- 1949년 해군본부 신병교육대 교육대장.
- 1949년 해병대사령부 신병교육대 교육대장 보임과 동시에 대한민국 해병대 대위 재임관.
- 1950년 해병대사령부 신병교육대 교육대장 재직 시에 대한민국 해병대 소령 진급.
- 1952년 해군 해병 제1연대 예하 제5대대장 보임과 동시에 대한민국 해병대 중령 진급.
- 1955년 해군 해병 제1사단 예하 제2연대장 보임과 동시에 대한민국 해병대 대령 진급.
- 1957년 해군 해병 제1사단 예하 제2연대장 재직중 대한민국 해병대 준장 진급.
- 1961년 국가재건최고회의 최고위원.
- 1962년 국가재건최고회의 법제사법위원장.
- 1962년 국가재건최고회의 법제사법위원장 재직중 대한민국 해병대 소장 진급.
- 1962년 대한민국 해병대 사단장.
- 1963년 대한민국 해병대 군단장 보임과 동시에 대한민국 해병대 중장 진급.
- 1963년 박정희 국가재건최고회의 제2대 의장 예하 비서실장 직무대리.
- 1963년 대한민국 국방부 행정차관보 직무대리.
- 1964년 대한민국 해병대 군단장.
- 1966년 대한민국 해병대 군단장.
- 1966년 제7대 해병대사령관.
- 1968년 해병대사령관 재직 시에 대한민국 국군 최초로 대한민국 해병대 대장 진급.
- 1969년 해병대사령관 퇴임과 동시에 대한민국 해병대 대장 예편.
- 영남화학(現 팜한농) 사장.
- 대한석탄공사 CEO 사장.
- 대한석탄공사 CEO 회장.
- 대한석탄공사 CEO 총재.
- 한국 이스라엘 친선협회 회장.
- 일본 오사카 국제페리주식회사 상임고문.
- 대한민국 재향군인회 고문.
- 한일협력위원회 상임위원.
- 인하대학교 초빙교수.
- 한양대학교 초빙교수.
- 광운대학교 객원교수.
- 해병 소령 이인호 선생 추모회 발기위원장.

## 저서

### 회고록
- 《나의 인생여로》

## 역대 선거 결과
|  | 45.87% |

|  | 55.60% |